# Огненный остров
«Огненный остров», «Остров огня» или «Врач с Явы» (фр. L'île de feu) — мистический роман французского писателя Александра Дюма-отца, написанный им в соавторстве с Жозефом Мери или Гаспаром Шервилем и впервые опубликованный в 1859 году.

## Сюжет и история текста
Действие романа происходит в 1847—1849 годах на острове Ява, который тогда был голландской колонией. Молодой поселенец ван дер Бик, потерявший жену Эстер, заключает договор с её дядей доктором Базилиусом: тот обещает воскресить умершую, а взамен получит душу ван дер Бика после его самоубийства. Эстер действительно оживает. Ван дер Бик, узнав, что в ту самую ночь доктор умер, решает, что договорился с самим дьяволом. Трижды он приходит к телу Базилиуса и видит, что с умершим прощаются разные молодые жёны: голландка, индианка и негритянка. Главный герой, вожделеющий всех трёх, оказывается вовлечён в их жизнь, причём он по-прежнему не понимает, что происходит.
Далее на страницах романа разворачиваются приключения с участием нотариуса Мэса, колдуна Харруха, последнего потомка яванских султанов Тсермая Айры. Все это происходит на фоне усиливающегося противостояния между колониальными властями, готовящими восстание местными жителями, Британской Ост-Индской компанией. Благодаря помощи Харруха ван дер Бику удаётся расторгнуть договор с Базилиусом и окончательно вернуть Эстер к жизни.
Роман, написанный Александром Дюма, по разным данным, в соавторстве с Жозефом Мери или Гаспаром Шервилем, был впервые опубликован в 1859 году в Брюсселе (издательство Meline, Cans et C.) под названием «Врач с Явы». В 1869 году он увидел свет в Париже (в издательстве Cadot) под названием «Огненный остров» или «Остров огня». Рецензенты отмечают, что эта книга очень не похожа на классические романы Дюма из-за экзотического места действия и мрачной атмосферы.